# Plique-à-jour

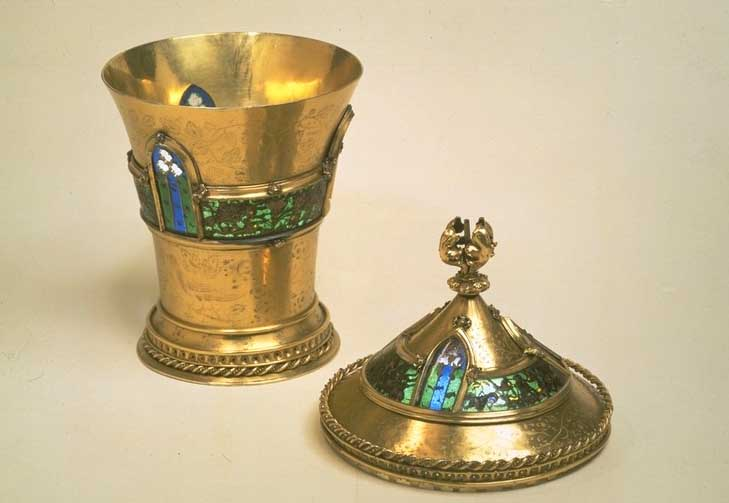
La Coppa di Mérode, un pezzo medievale in plique-à-jour sopravvissuto, c. 1400 (V&A Museum n. 403-1872.

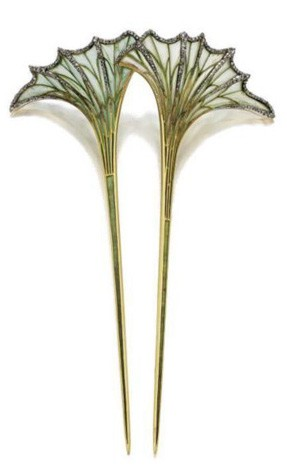
Smalto plique-à-jour con piccoli diamanti a taglio-rosetta nelle nervature, c. 1900.

Plique-à-jour (francese per "aperto alla luce") è una tecnica di decorazione a smalto che prevede l'applicazione dello smalto vitreo in celle, come nel cloisonné, ma senza il fondo del supporto nel prodotto finale, per cui la luce può brillare attraverso lo smalto trasparente o traslucido.
In effetti è una versione in miniatura della vetrata ed è considerato tecnicamente molto impegnativo: il lungo tempo necessario (fino a 4 mesi per articolo) e l'alta percentuale di fallimenti richiedono forza psicologica per ricominciare. 
La tecnica è simile a quella del cloisonné ma si utilizza un supporto temporaneo che dopo la cottura è sciolto da un acido o strofinato via. 
Una diversa tecnica si basa esclusivamente sulla tensione superficiale, per piccole aree. 
In Giappone la tecnica è conosciuta come shotai-jippo (shotai shippo) e si incontra dal XIX secolo in poi.

## Tecniche
Ci sono quattro modi principali per creare un plique-a-jour:
Plique-a-jour di filigranao plique-à-jour russo: si tratta di un processo di costruzione nel quale il disegno viene interpretato con fili d'oro o d'argento lavorati sopra una forma di metallo (tipicamente una ciotola). I fili metallici sono ritorti o incisi, per esempio con altri micro-motivi e saldati insieme, creando delle "celle". Gli smalti polverizzati vengono applicati ad ogni "cella" ed il pezzo è cotto in un forno. Questo processo di applicazione e cottura degli smalti si ripete fino a quando tutte le celle sono completamente riempite; di solito ci vogliono fino a 15-20 ripetizioni.
Plique-a-jour traforatoo plique-a-jour occidentale: un foglio di oro o argento è traforato e segato fino a ritagliare il disegno voluto, lasciando spazi vuoti o "celle" da riempire di smalto in polvere (vetro polverizzato).
Shotai Shippoo plique-a-jour giapponese: uno strato di vetro o smalto facilmente fusibile, cotto in un forno su una forma di rame, è utilizzato come base per i fili con i quali vengono delimitate delle celle che, come nel cloisonné, vengono riempite di smalto dei colori scelti. Quando tutta la smaltatura è finita, la base in rame viene eliminata con l'acido, lasciando un guscio trasparente di plique-a-jour.
Cloisonné su micacelle in metallo prezioso sono coperte di mica fissata, che viene eliminata con abrasivi dopo la smaltatura.